# 威爾斯親王醫院
威爾斯親王醫院（英語：Prince of Wales Hospital），簡稱威院，是一所位於香港新界沙田區沙田圓洲角提供第三層醫護服務的大型公立全科醫院，亦是香港兩所教學醫院之一，為香港中文大學醫學院的教學醫院。
現時醫院有1,807多張病床及約5,500名員工，是新界東部的區域龍頭醫院，服務範圍廣泛，與沙田慈氏護養院、白普理寧養中心、沙田醫院、雅麗氏何妙齡那打素醫院、大埔醫院及北區醫院組成新界東聯網，為沙田、大埔及北區的居民提供服務，並提供24小時急症服務。附設李嘉誠專科診所，提供全面的專科門診服務。

## 醫院歷史

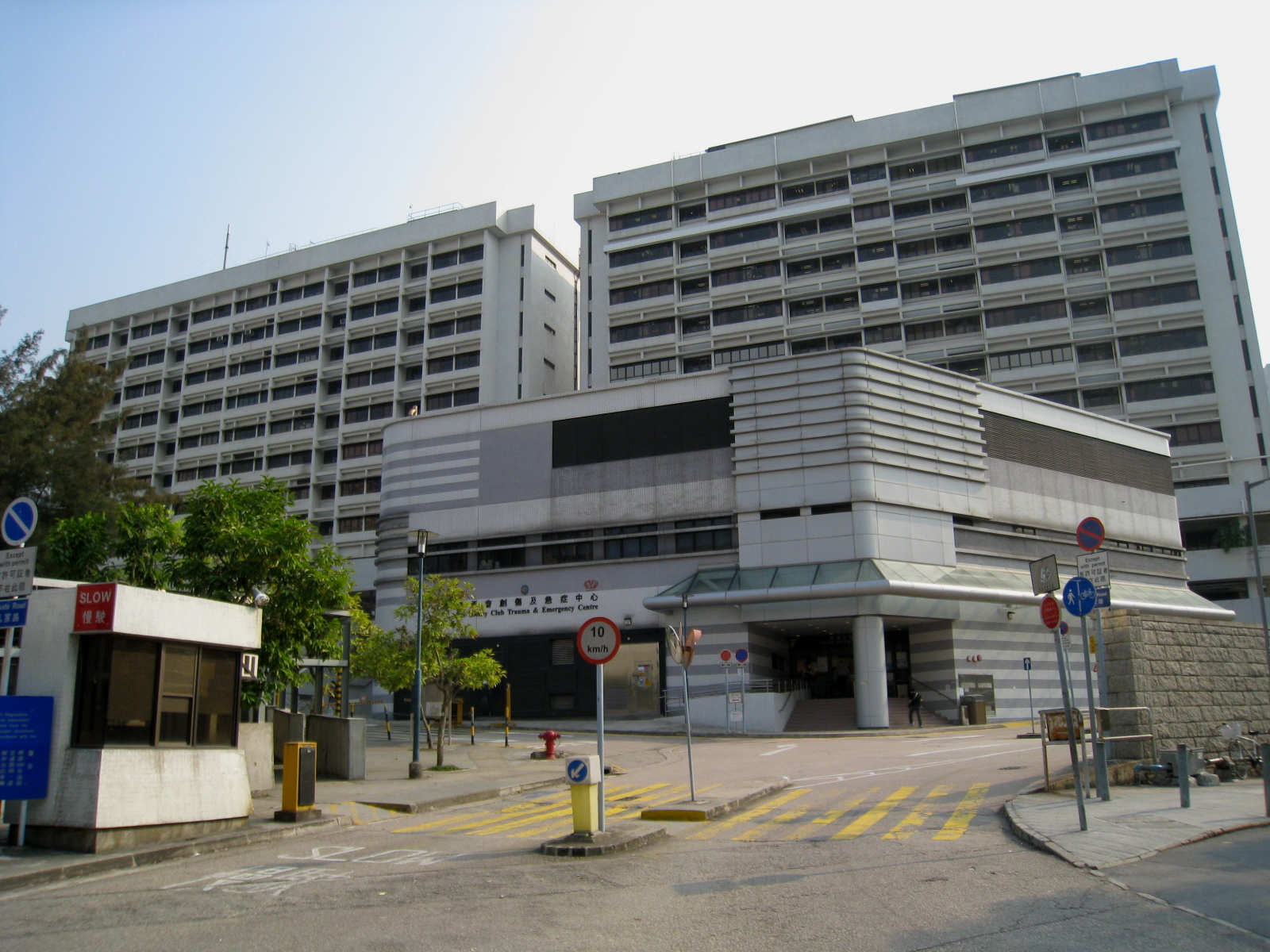
醫院入口

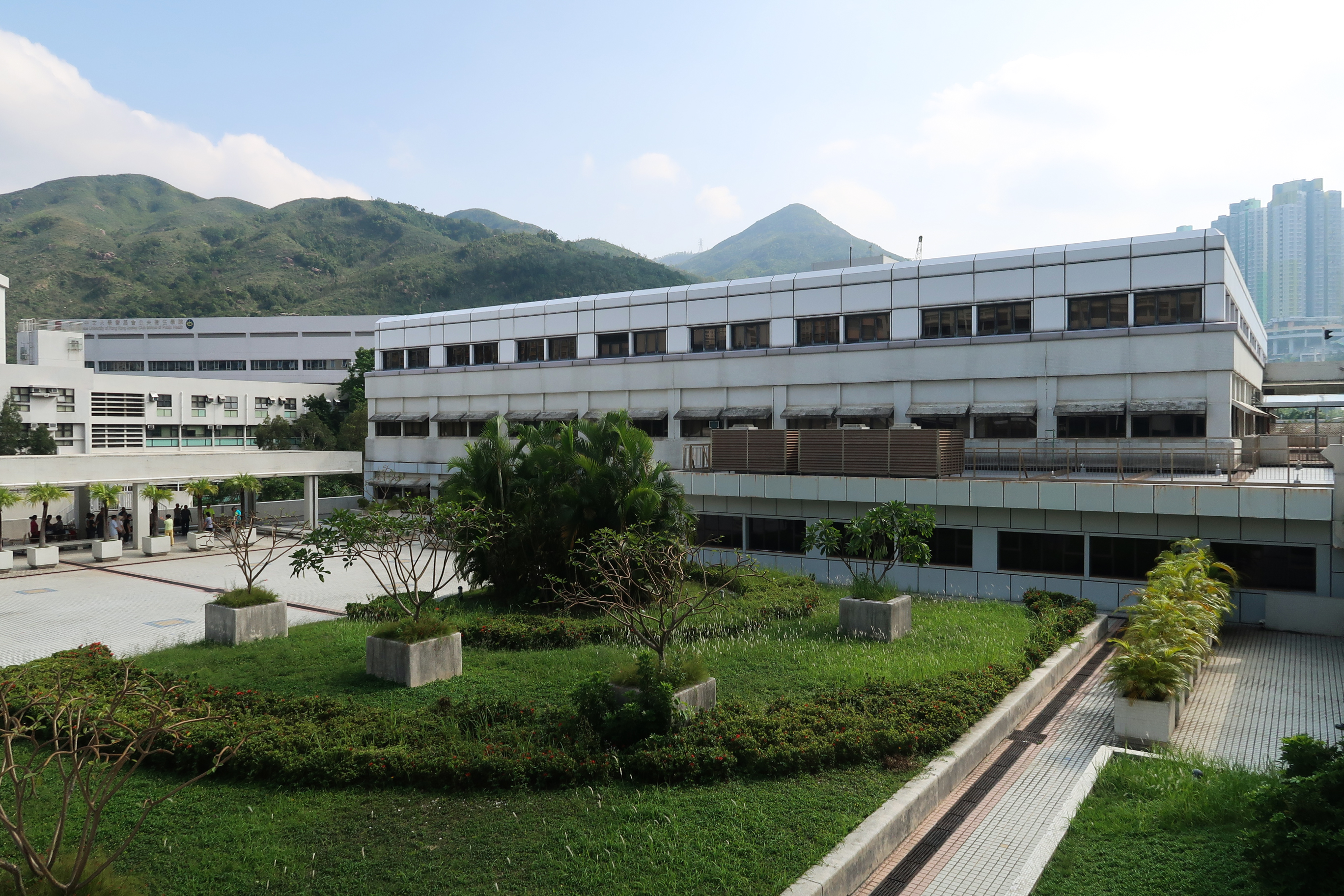
李嘉誠專科診療所（北翼）於1984年5月啟用

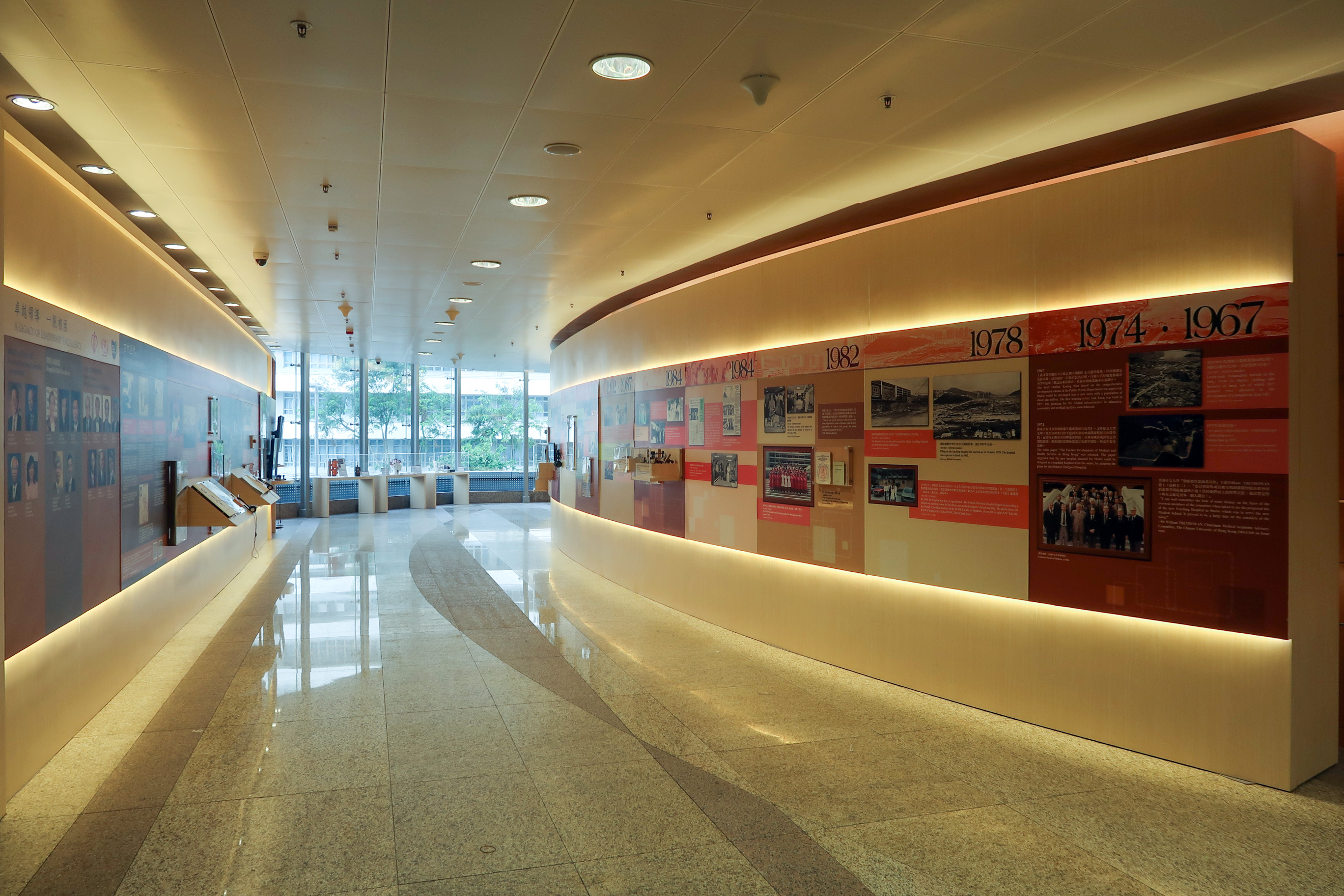
住院主樓暨創傷中心1樓設歷史展覽廊，介紹醫院發展

威爾斯親王醫院於1970年代規劃，在1978年10月動工，1982年11月1日由根德公爵夫人嘉芙蓮主持醫院揭幕典禮，同年成立全港第4間公立醫院註冊護士學校。由於工程延誤，醫院於1984年4月30日正式啟用，到6月1日李嘉誠專科診所開幕，同年9月急症室正式啟用。
1994年11月，吳光正伉儷慷慨捐款興建的「包玉剛爵士癌症中心暨包黃秀英女士兒童癌症中心」，由時任英國王儲威爾斯親王查理斯揭幕，為病人提供最先進的癌症治療服務，推動癌症研究和教育工作。同年開設內鏡中心。
2006年5月8日，政府向立法會衞生事務委員會提交文件，計劃向立法會申請撥款18.82億港元重建威爾斯親王醫院。2010年10月8日，樓高12層的擴建大樓「住院主樓暨創傷中心」啟用，總樓面建築面積達71,500平方米。
威爾斯親王醫院在醫院管理局12/13年度《手術成效監察計劃》報告中預約手術表現出色，但緊急手術卻表現遜色，出現兩極化。
2012年9月14日，中文大學醫學院宣布與美國貝勒醫學院簽署合作備忘錄，為中大教授提供臨床遺傳病學培訓，并將在威爾斯親王醫院推出全港首個一站式遺傳病門診服務。
威爾斯親王醫院於2015年3月12日至15日期間，動用10個部門共370人次醫護人員為6名病人成功進行換腎手術，為香港醫療界一項紀錄。

### 李嘉誠專科診所
李嘉誠專科診療所（北翼）附設於威爾斯親王醫院南端，樓高4層，於1984年5月隨著醫院落成正式啟用，內設49間各類全面性專科檢查及診症室。而南翼則在1995年2月開始興建，於1997年6月竣工，同年8月開放啟用，南翼包括地下共5層，總面積7,930平方米，設有70間診症室，裝置先進儀器設備。

### 癌症中心
由吳光正伉儷捐款興建的包玉剛爵士癌症中心及包黃秀英女士兒童癌症中心於1994年11月正式啟用，中心樓高7層，其中一層闢作兒童骨髓移植中心，集合診斷、住院及門診治療、手術、病人輔導及教育、教學及研究於同一中心。

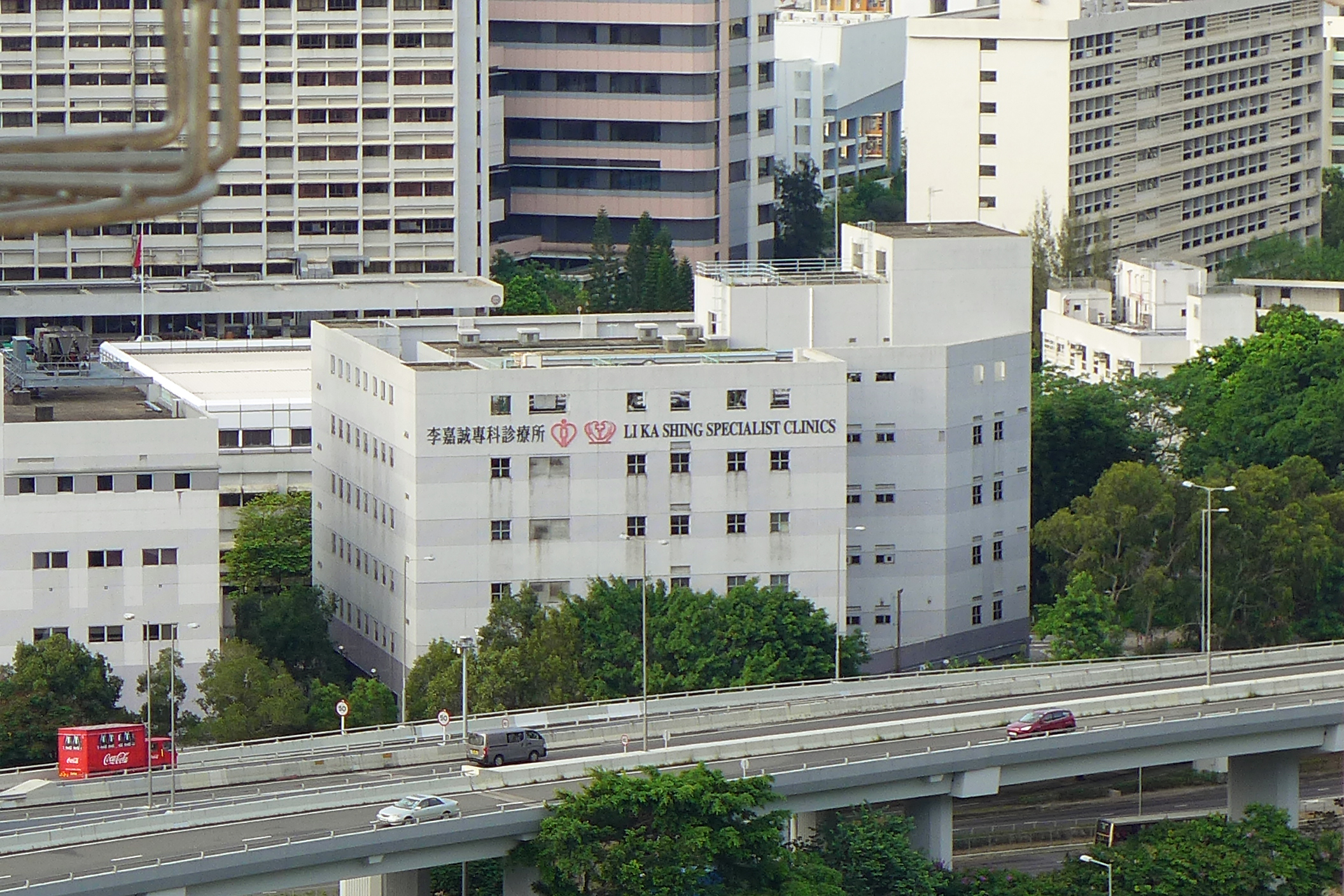
李嘉誠專科診所（南翼）
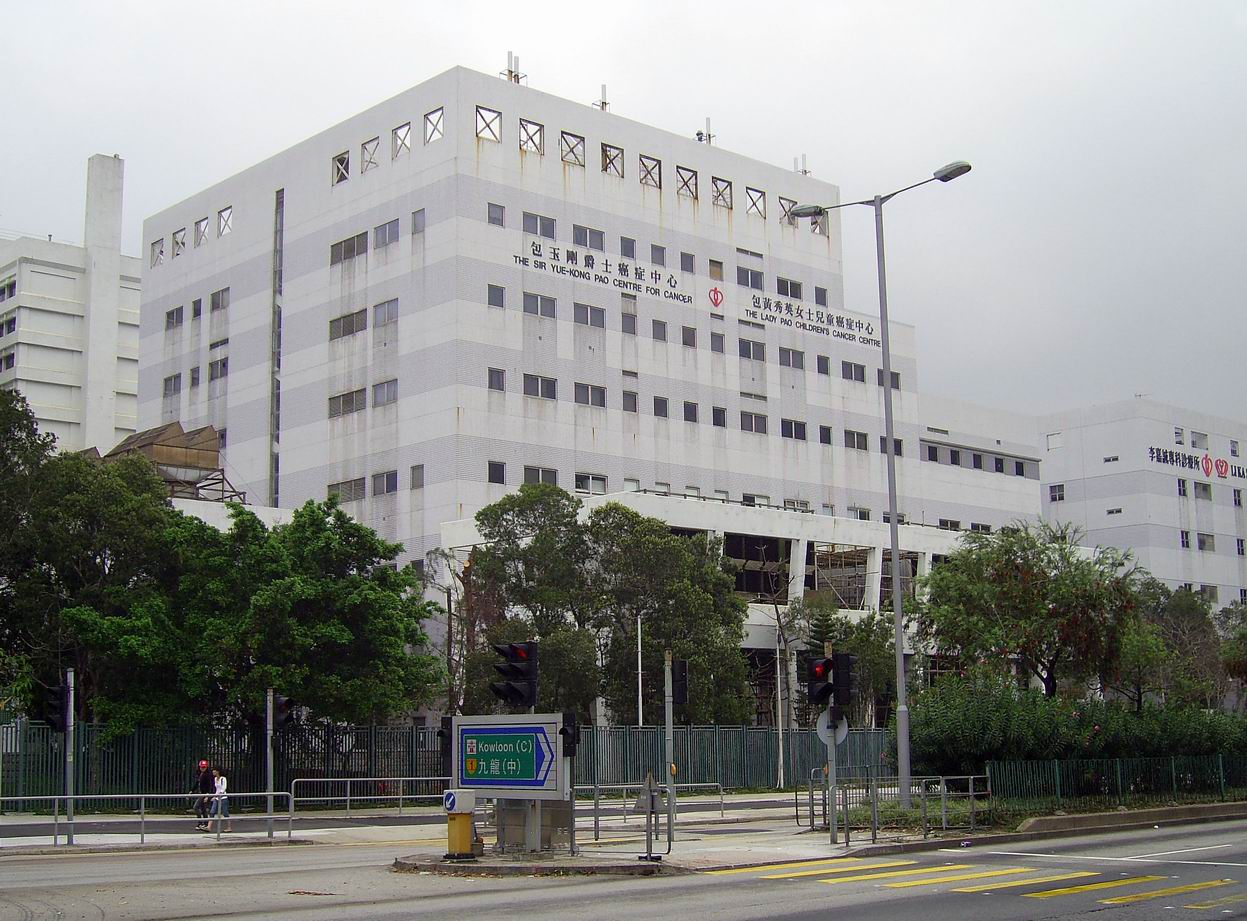
包玉剛爵士癌症中心及包黃秀英女士兒童癌症中心
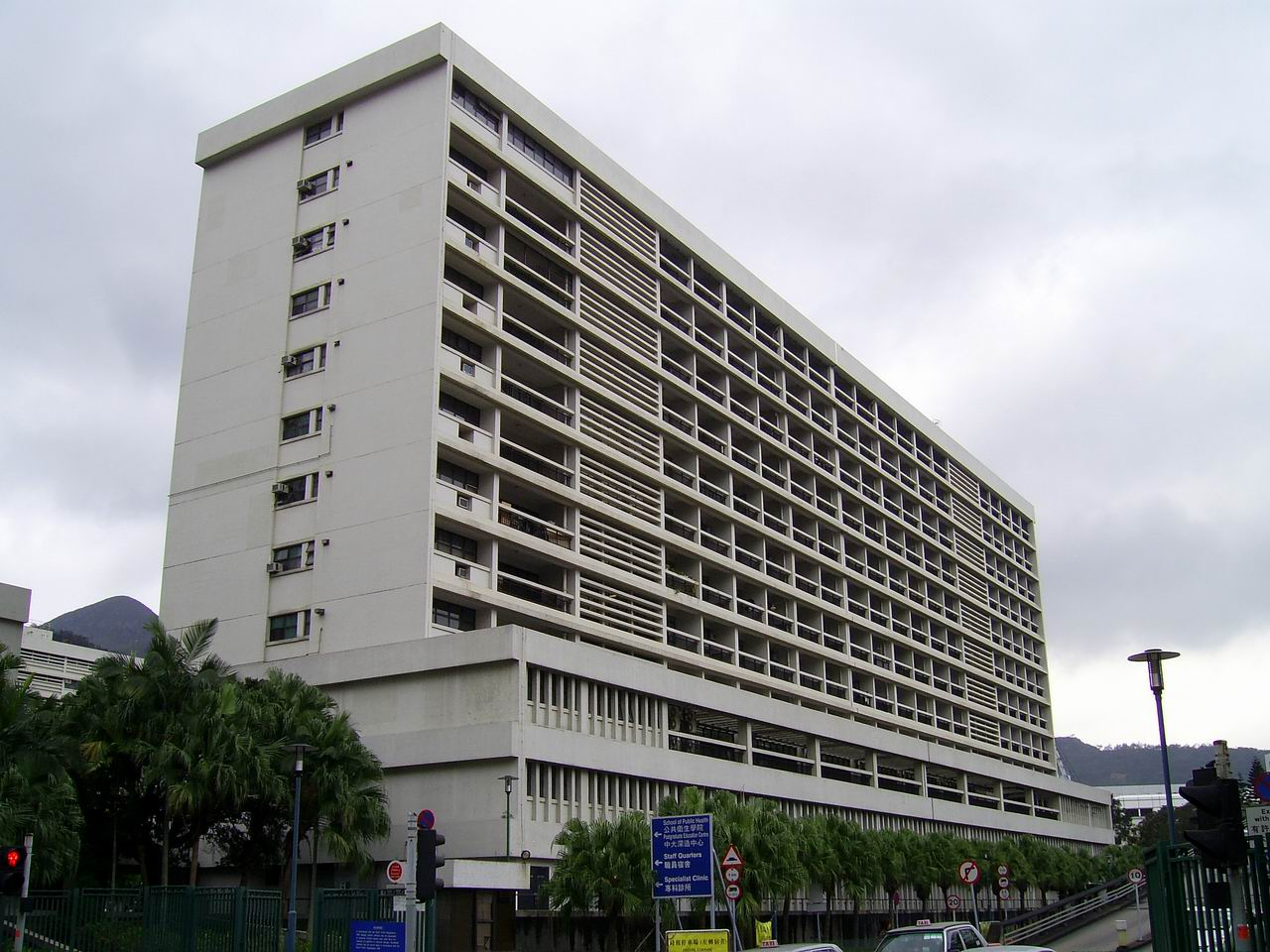
職員宿舍A座
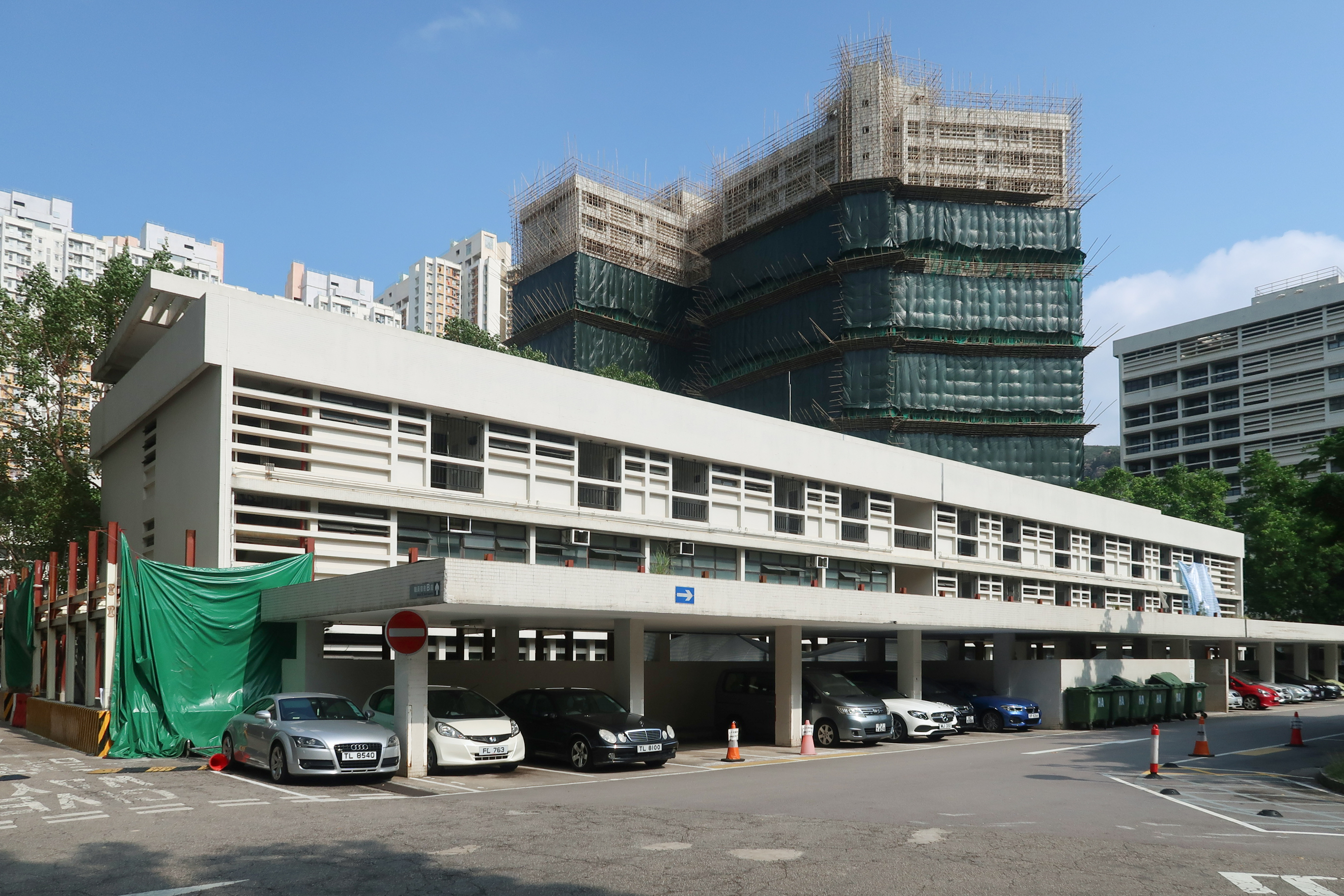
職員宿舍C座

### 擴建工程

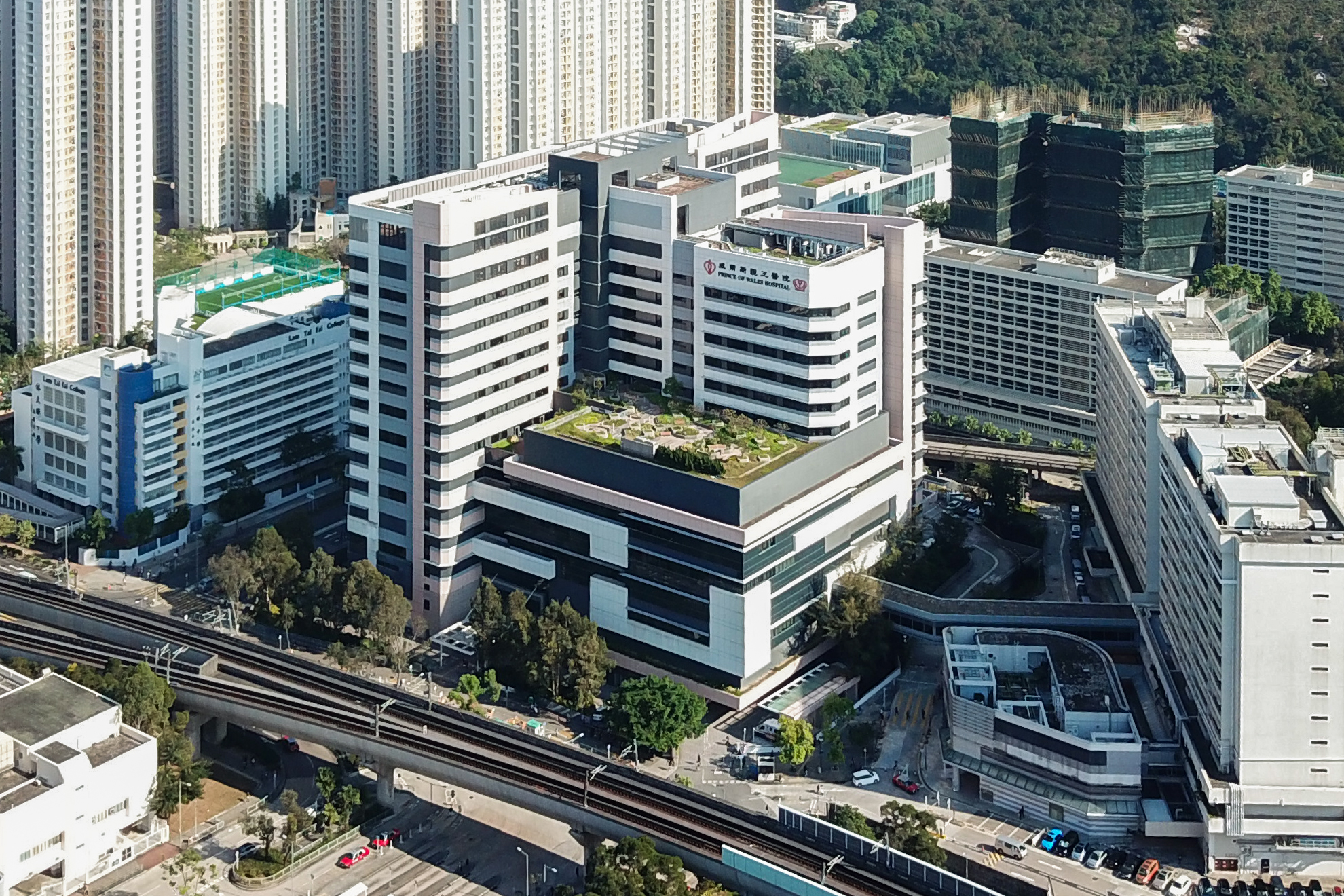
住院主樓暨創傷中心

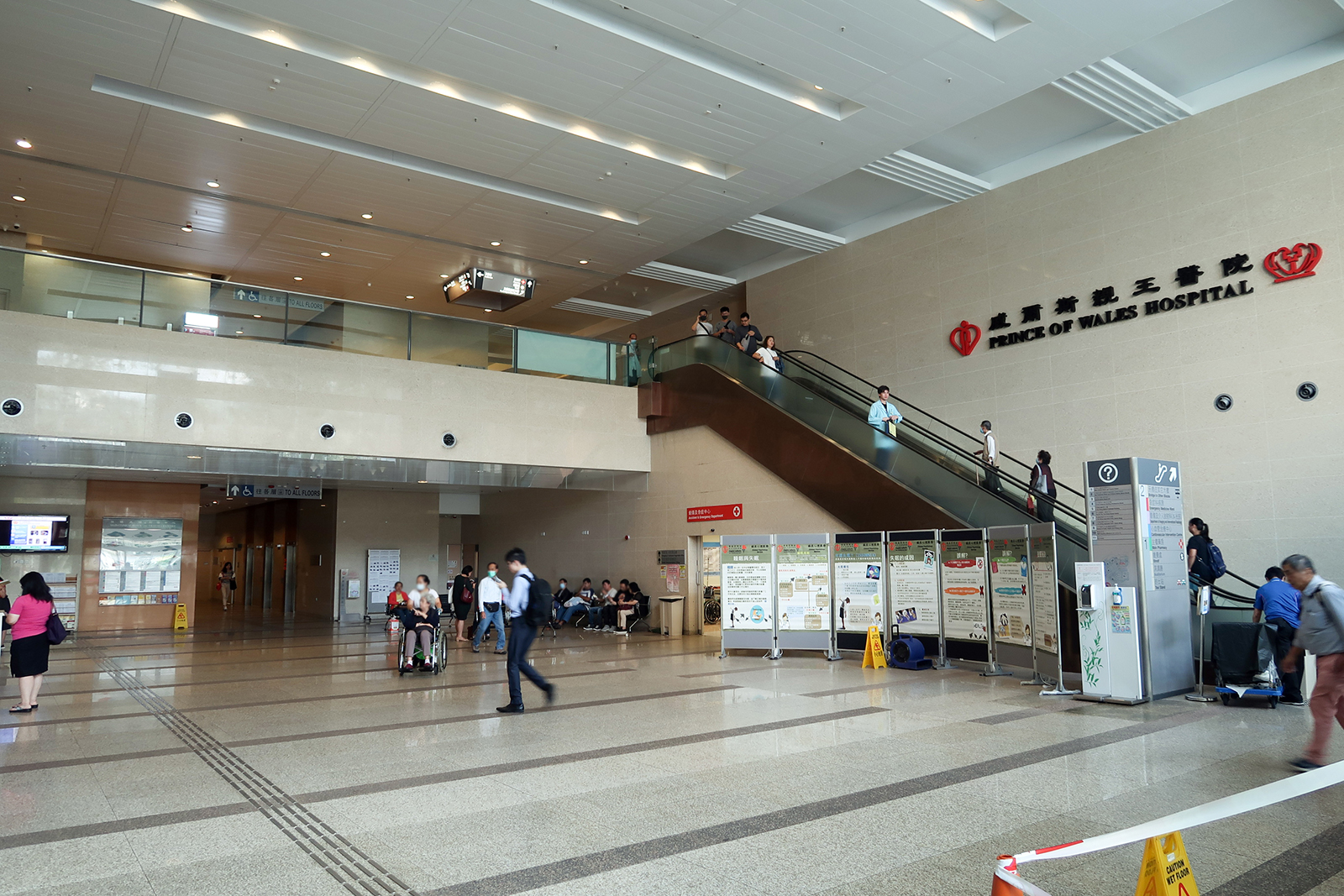
住院主樓暨創傷中心大堂

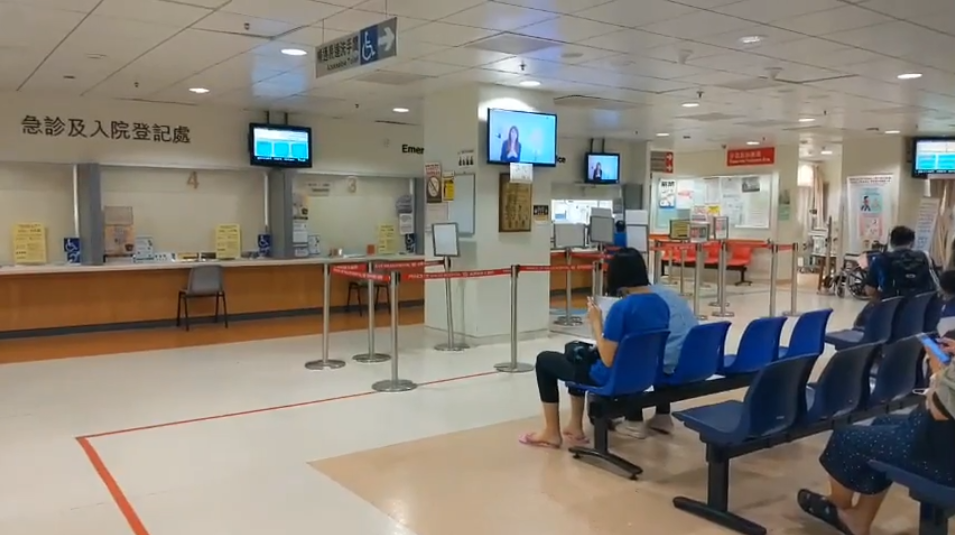
地下急診及入院登記處

威爾斯親王醫院第一期擴建計劃於2006年7月獲立法會財務委員會正式提升為甲等工程項目及批准撥款，撥款數目為18億8210萬港元，其中大約16億元為建築費用，餘額用作儀器及家具設施預算。「新昌有利聯營」獲聘為承建商，工程採用鑽樁技術，避免引起巨大聲浪及影響環境。
擴建工程將直昇機停機坪及網球場拆卸，原址興建一座樓高13層的新住院主樓及創傷中心，建築面積為75,000平方米，設於2樓的行人天橋連接醫院正座，而正門面向巴士總站。大樓設有800張病床提供內科及外科住院服務，尚有24小時服務急症室服務及觀察病房、16個手術室及日間小手術服務、放射診斷影像科、24小時化驗室及血庫、藥房及入院登記處等。醫院的內科、外科及深切治療部等於2010年10月11日起分階段遷至新大樓，而大樓內的急症室於2010年10月28日上午8時起正式啟用。
新的住院主樓及創傷中心的設施如下：

#### 設施
| 12樓 | 內科病房、隔離病房                                                                     |
| 11樓 | 內科病房                                                                               |
| 10樓 | 內科病房、中毒治療中心、內科病房（心臟科、內科加護中心）                               |
| 9樓  | 骨科病房                                                                               |
| 8樓  | 外科病房                                                                               |
| 7樓  | 外科病房（心胸肺外科、神經腦外科）、腦血管病治療中心／腦神經外科加護中心               |
| 6樓  | 私家病房、無菌物品供應部                                                               |
| 5樓  | 深切治療部、手術室、燒傷中心、皮膚庫                                                   |
| 4樓  | 深切治療部、綜合病房（眼／耳鼻喉頭頸外科／牙科）                                       |
| 3樓  | 手術室、日間手術中心、急診檢驗實驗室、血庫                                             |
| 2樓  | 急症科病房、心血管治療中心、影像及介入放射科（X光部）                                  |
| 1樓  | 藥房、繳費處、演講廳、的士站、咖啡店、歷史展覽廊                                       |
| 地下 | 正門入口、詢問處、創傷及急症中心、急診及入院登記處、磁力共振中心、便利店、復康店、殮房 |

### 重建計劃
第二期重建計劃包括在2018年至19年分階段拆卸4座職員宿舍（A、C、D、E座），用作興建一座新住院大樓，現時位於舊大樓的兒科、婦產科及腫瘤科將率先遷入，新大樓落成後將可提供額外約450張病牀及16間手術室。同時，新大樓將有6層規劃為全港首創的「項目樓層」，即將治療和復康設於同一層，減輕病情惡化時需要轉房的麻煩。項目造價預計為329億港元，重建計劃在2018年9月開始，立法會撥款於2022年5月獲得通過，預計第一階段工程將於2027年完成。
而沙田醫院足球場現址將興建一座調遷大樓，供受威院第二期重建影響的後勤部門遷入。

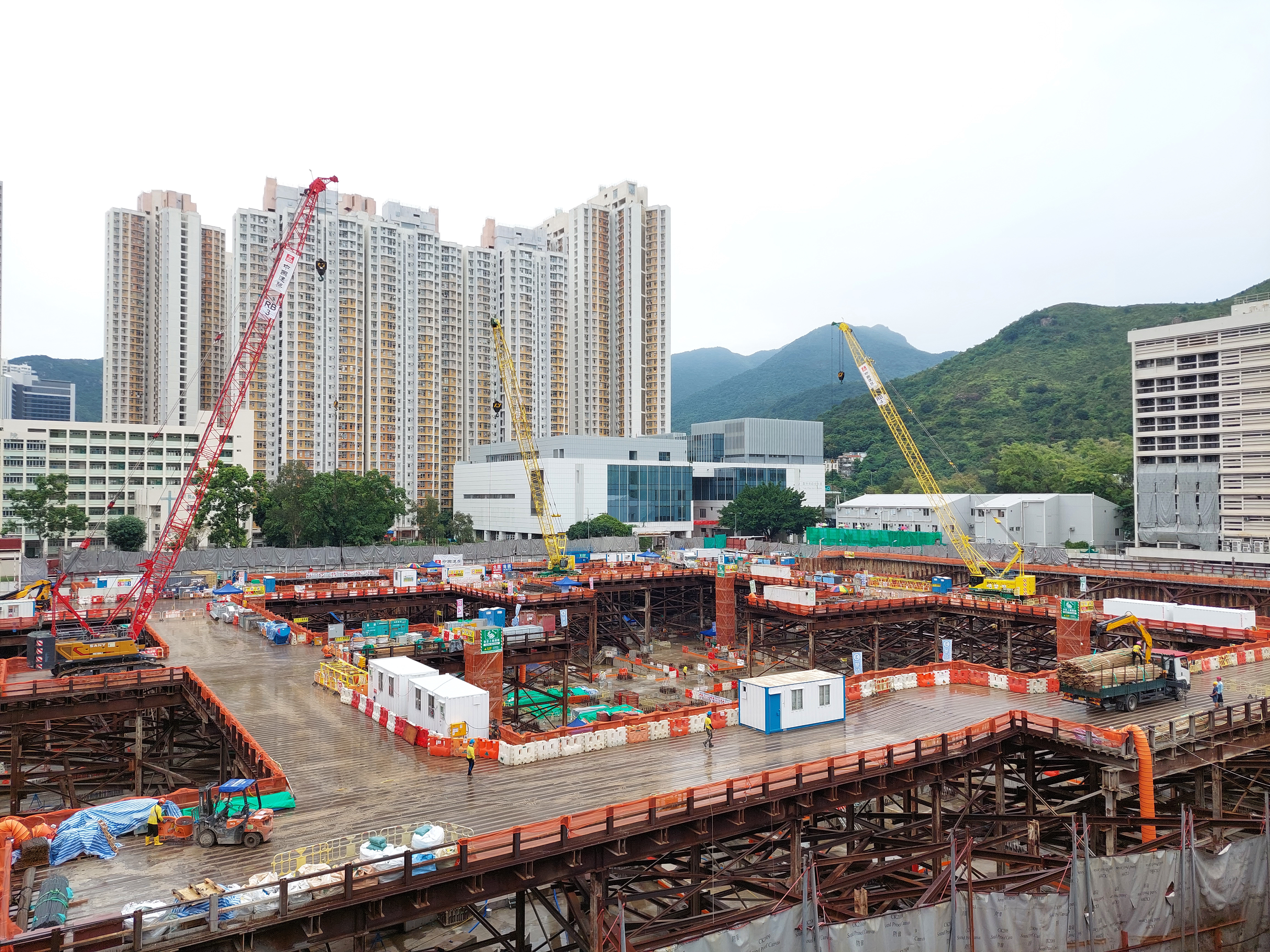
第二期重建地盤（2023年8月）
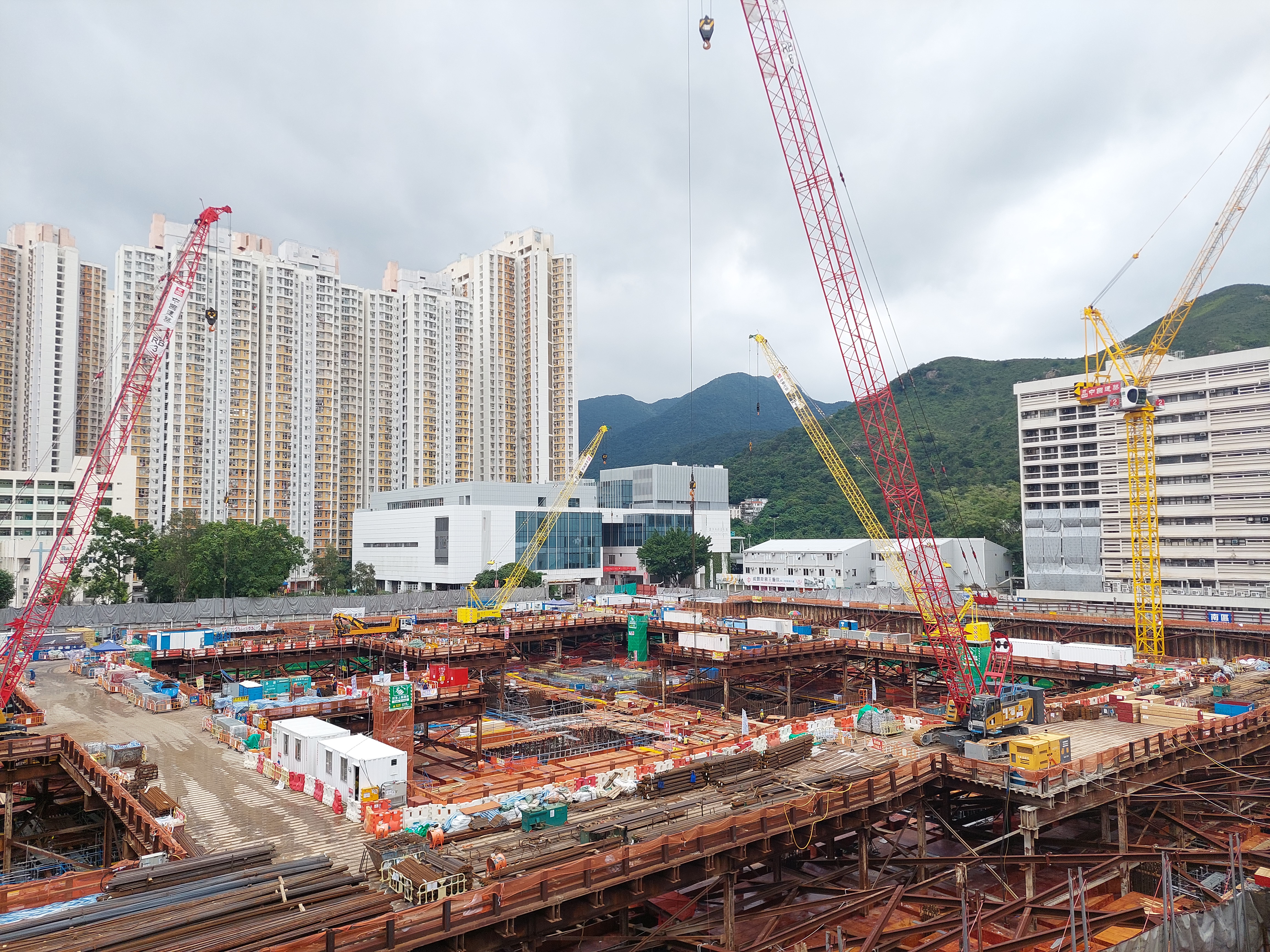
上蓋工程即將展開（2023年10月）

## 服務範圍
| - 急症室（24小時） - 創傷中心 - 微生物科 - 麻醉科（包括深切治療） - 婦產科 - 解剖及細胞病理科 - 臨床腫瘤科（包括放射治療） | - 化學病理科 - 創傷及矯形外科 - 內鏡中心 - 眼科及視覺科學 - 放射診斷影像科 - 兒科 | - 燒傷外科 - 結直腸外科 - 普通外科 - 肝膽胰外科 - 腦神經外科 - 小兒外科及小兒泌尿外科 - 整型外科 - 上消化道及代謝外科 - 泌尿外科 - 血管外科 - 耳鼻喉科 - 精神科 - 家庭醫學 - 心胸肺外科 - 神經腦外科 - 心臟科 - 腦神經外科 - 內科 - 內科及藥物治療科 - 眼科 - 耳鼻喉頭頸外科 - 牙科 - 臨床藥理及毒理科 - 皮膚科 - 糖尿及內分泌科 - 腸胃及肝臟科 - 老人科 - 血液科 - 感染及傳染病科 - 腎科 - 腦神經內科 - 呼吸系統科 - 風濕病科 - 乳腺專科 - 臨床心理學部 - 物理治療部 - 職業治療部 - 義肢及矯形部 - 營養部 - 醫務社會服務部（精神科） - 醫務社會服務部 - 藥劑部（藥房） - 專科診所及醫院管理局職員診所 - 健康資源中心 - 抽血中心 - 李嘉誠專科診所 - 性別認同診所 - 病人聯絡主任服務 - 心靈關顧服務 |

### 圖集

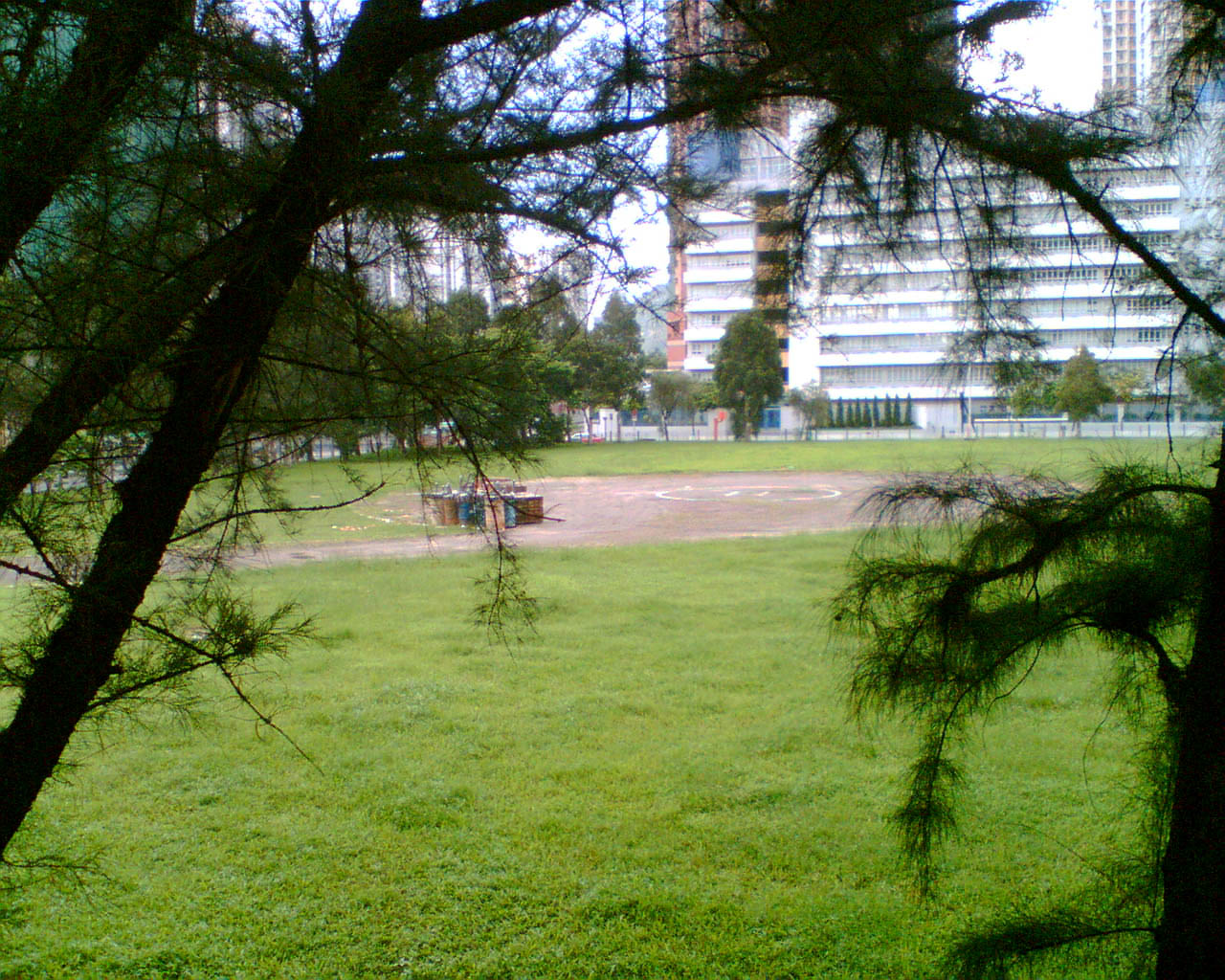
直昇機升降坪成為新大樓部分地盤
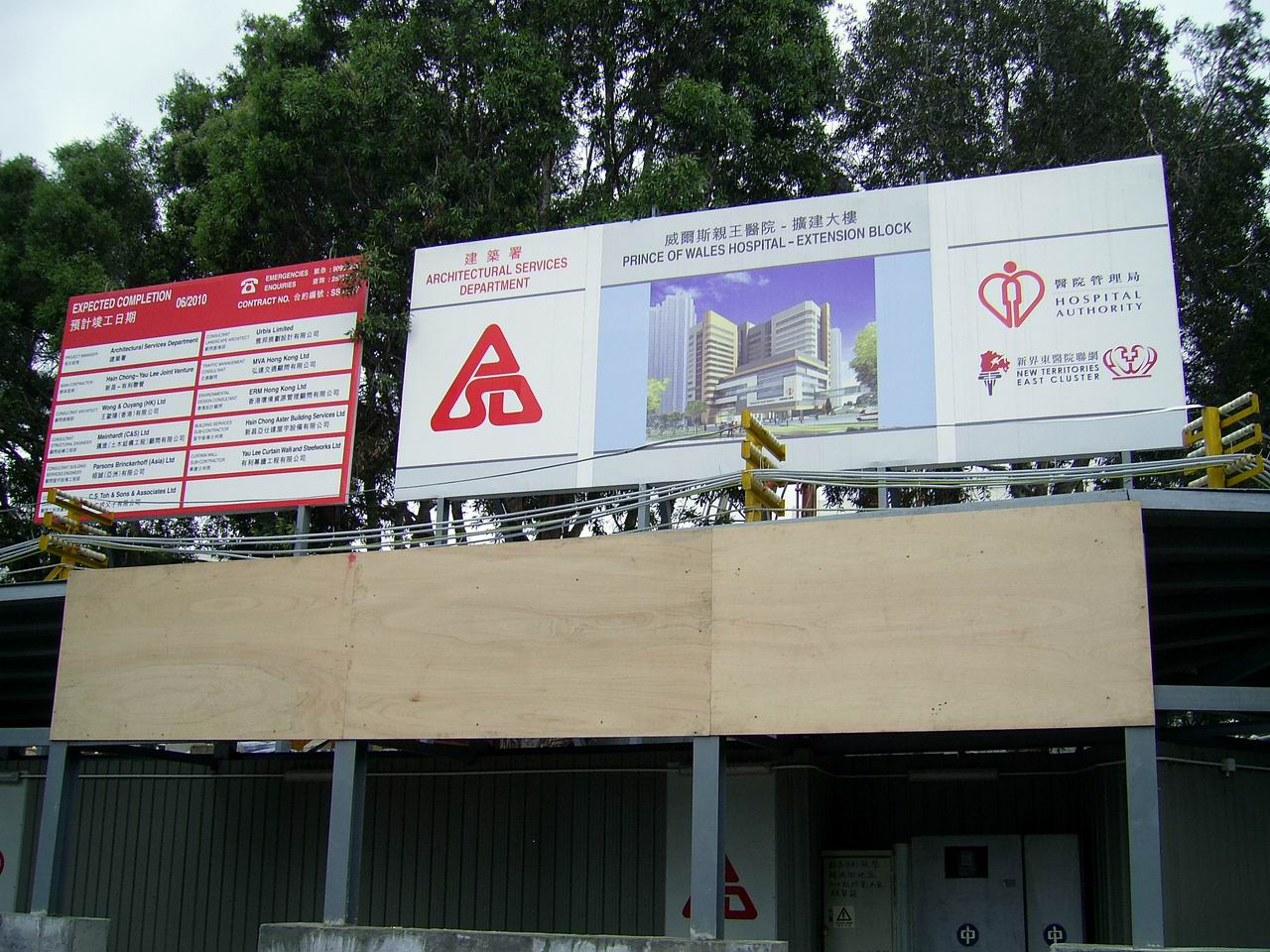
擴建工程標板
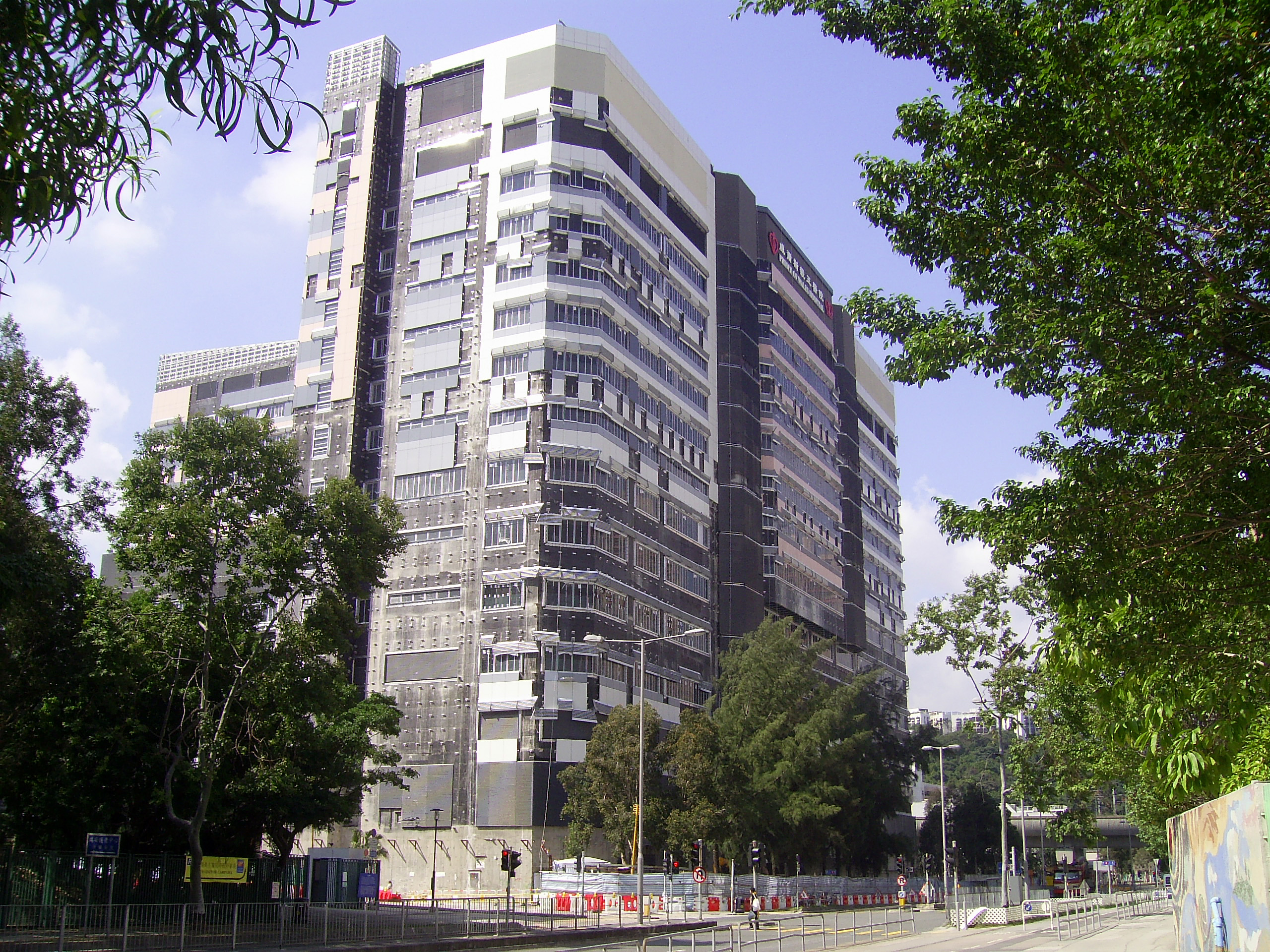
擴建的新住院主樓及創傷中心（2010年1月）

## 8A病房與非典型肺炎
2003年3月初，非典型肺炎（香港稱「沙士」）病毒經跨境人士從中國內地傳入香港。廣州中山大學附屬第二醫院（中山二院）的64歲退休教授劉劍倫，在2月11-13日於中山二院工作時接觸過數名非典型肺炎病人受到傳染，其後被發現出現肺炎病徵。但已染非典型肺炎的劉劍倫並未有隔離就醫，他只是自行服用抗生素，更於2月21日攜同妻子到香港，入住京華酒店（九龍維景酒店）911號房一晚。因劉劍倫在港期間未有使用口罩等防禦措施，京華酒店的電梯等公眾地方受到嚴重污染。2003年2月24日，一名26歲香港居民到京華國際酒店訪友後出現發燒症狀，在2月28日到威爾斯親王醫院急症室求診，被診斷為呼吸道感染後出院返家。3月4日返回急症室，並被安排入住8A病房。此病人實為非典型肺炎（SARS）帶菌者，引致病房中多人被感染。其後院方重開8A病房，不單令疫症在醫院中廣泛蔓延，而該名26歲的男病人出院後更把病毒傳入社區，尤其帶到了淘大花園，引致社區大爆發，釀成巨災。
由於新住院主樓及創傷中心內病房將以A、B、C為識別，為免與正座大樓病房名稱造成混淆，院方安排正座大樓病房更改名稱，A、B、C及D座病房於2010年1月2日起改稱為H、K、L 及M座，8A病房改名為8H病房。

## 相關事件

### 其他事件
- 2011年4月24日（復活節），中文大學眼科及視覺科學系助理教授范愷在當天凌晨，為一名年輕女病人進行緊急眼角膜移植手術，但他帶同女友入手術室觀看手術；該女子是中大醫學院碩士研究生，並非威院的醫護人員。她只在旁觀察手術，沒有接觸病人或參與任何醫療程序。翌日事件曝光後，不少醫護人員對此感到譁然。院方證實該教授未有提出申請，將商討是否處分他。基於安全、衞生及病人私隱理由，該院醫護人員以外的人士不可隨便進入手術室，必須提出書面申請。獲手術室及有關專科的部門主管批准後，才可由導師或主診醫生帶入手術室。[20]

- 2021年3月28日，一名影像及介入放射科駐院醫生，向顧問醫生借閱一箱病人X光片複本教學資料，並在4月8日欲經部門秘書交還。惟因秘書當日已下班，涉事醫生便將文件箱放在秘書辦公桌旁地上，但他在7日後再向秘書查詢是否已將資料交還顧問醫生時，才知道秘書並無收到文件箱。院方指，涉事資料有45至50名病人的X光片複本，部分有病人的個人資料，包括姓名和身份證號碼，初步調查發現，有外判清潔承辦商工人在4月9日到該辦公室清潔，並清走一個放在垃圾箱旁的文件箱，仍未能確認是否就是遺失的X光片，院內其他地方亦未有發現。[21]

- 2023年7月26日，眼科中心一名職員為病人進行眼壓檢查期間，發現使用中的檢查治療桌桌面出現斷裂，有關職員和病人即時嘗試扶着眼壓檢查儀器，其他職員立刻亦上前提供協助。事後有關職員的腳部及病人手部及腳部出現輕微紅印，經檢查後沒有大礙，醫院服務亦沒有受影響。[22]

## 交通
威爾斯親王醫院是沙田新市鎮少數可供新界的士（綠色的士）駛入的地方，亦是最接近港鐵站的醫院。

## 外部連結
- 威爾斯親王醫院官方網站（页面存档备份，存于）
- 醫院管理局相關網站 - 威爾斯親王醫院（页面存档备份，存于）
- 威爾斯親王醫院擴建工程（页面存档备份，存于）